# Явне
Я́вне — село в Україні, у Баранівській міській територіальній громаді Звягельського району Житомирської області. Населення становить 255 осіб (2001).

## Історія
У 1906 році — село Гульської (Рогачівської) волості Новоград-Волинського повіту Волинської губернії. Відстань від повітового міста 32 версти, від волості 12. Дворів 39, мешканців 282.
У 1923—54 роках — адміністративний центр колишньої Явненської сільської ради Баранівського району.
27 липня 2016 року село увійшло до складу новоствореної Баранівської міської територіальної громади Баранівського району Житомирської області. Від 19 липня 2020 року, разом з громадою, в складі новоствореного Новоград-Волинського (згодом — Звягельський) району Житомирської області.

## Відомі люди
- Пашковський Вадим Вікторович (1992—2014) — солдат Збройних сил України, учасник російсько-української війни.